# Nisída Antímilos
Nisída Antímilos är en ö i Grekland.   Den ligger i prefekturen Kykladerna och regionen Sydegeiska öarna, i den sydöstra delen av landet, 140 km söder om huvudstaden Aten. Arean är 8,8 kvadratkilometer.
Terrängen på Nisída Antímilos är kuperad. Öns högsta punkt är 652 meter över havet. Den sträcker sig 4,3 kilometer i nord-sydlig riktning, och 3,3 kilometer i öst-västlig riktning.